# Torneo de Berlín 1991
La Lufthansa Cup German Open 1991 fue un torneo de tenis femenino, disputado del 13 al 20 de mayo de 1991. Fue un evento de categoría Tier I que se jugó en canchas de polvo de ladrillo como preparativo para el segundo Grand Slam del año, Roland Garros. Fue la 76.ª edición del torneo y tuvo lugar en el Rot-Weiss Tennis Club en la capital alemana, Berlín.

## Campeonas

### Individual femenino
Steffi Graf venció a  Arantxa Sánchez Vicario por 6–3, 4–6, 7–6(8–6)

### Dobles femenino
Larisa Neiland /  Natalia Zvereva vencieron a  Nicole Provis /  Elna Reinach por 6-3, 6-3